# Municipio de Clay (condado de Grundy)
El municipio de Clay (en inglés: Clay Township) es un municipio ubicado en el condado de Grundy en el estado estadounidense de Iowa. En el año 2010 tenía una población de 1527 habitantes y una densidad poblacional de 16,39 personas por km².

## Geografía
El municipio de Clay se encuentra ubicado en las coordenadas 42°14′50″N 92°50′11″O / 42.24722, -92.83639. Según la Oficina del Censo de los Estados Unidos, el municipio tiene una superficie total de 93.17 km², de la cual 93.15 km² corresponden a tierra firme y (0.02%) 0.02 km² es agua.

## Demografía
Según el censo de 2010, había 1527 personas residiendo en el municipio de Clay. La densidad de población era de 16,39 hab./km². De los 1527 habitantes, el municipio de Clay estaba compuesto por el 97.31% blancos, el 0.52% eran afroamericanos, el 0.13% eran amerindios, el 0.33% eran asiáticos, el 0.26% eran isleños del Pacífico, el 0.65% eran de otras razas y el 0.79% pertenecían a dos o más razas. Del total de la población el 1.05% eran hispanos o latinos de cualquier raza.